# Bitwa pod Appomattox Station
Bitwa pod Appomattox Station miała miejsce 8 kwietnia 1865 roku podczas wojny secesyjnej w pobliżu stacji kolejowej  w miejscowości Appomatox w Wirginii.
Dowodzone przez generała George’a A. Custera dywizje Unii pokonały oddziały Skonfederowanych Stanów Ameryki pod dowództwem generała Lindsaya Walkera. Oddziały Custera zaatakowały cztery pociągi zaopatrzeniowe z zapasami lekarstw, broni i żywności dla armii generała Roberta E. Lee. Custerowi udało się przejąć jeden z pociągów oraz 25 sztuk artylerii. Siły Konfederacji zostały zmuszone do wycofania i rozproszenia się. Custer przejął i spalił pozostałe trzy pociągi z zaopatrzeniem dla konfederatów.
Bitwa była wyjątkowa, gdyż zmierzyła się w niej artyleria bez wsparcia piechoty przeciwko kawalerii.
Ostatecznie pozbawiona zaopatrzenia armia generała Lee przegrała następnego dnia w bitwie pod Appomattox Court House i została zmuszona do kapitulacji.